# Palpomyia armipes
Palpomyia armipes är en tvåvingeart som först beskrevs av Johann Wilhelm Meigen 1838.  Palpomyia armipes ingår i släktet Palpomyia och familjen svidknott. Inga underarter finns listade i Catalogue of Life.